# Городло
Городло (пол. Horodło) — село в Польщі, у гміні Городло Грубешівського повіту Люблінського воєводства. Населення — 1035 осіб (2011). Колишнє місто, що належало до Червенських городів. Було центром Городельського повіту.

## Історія

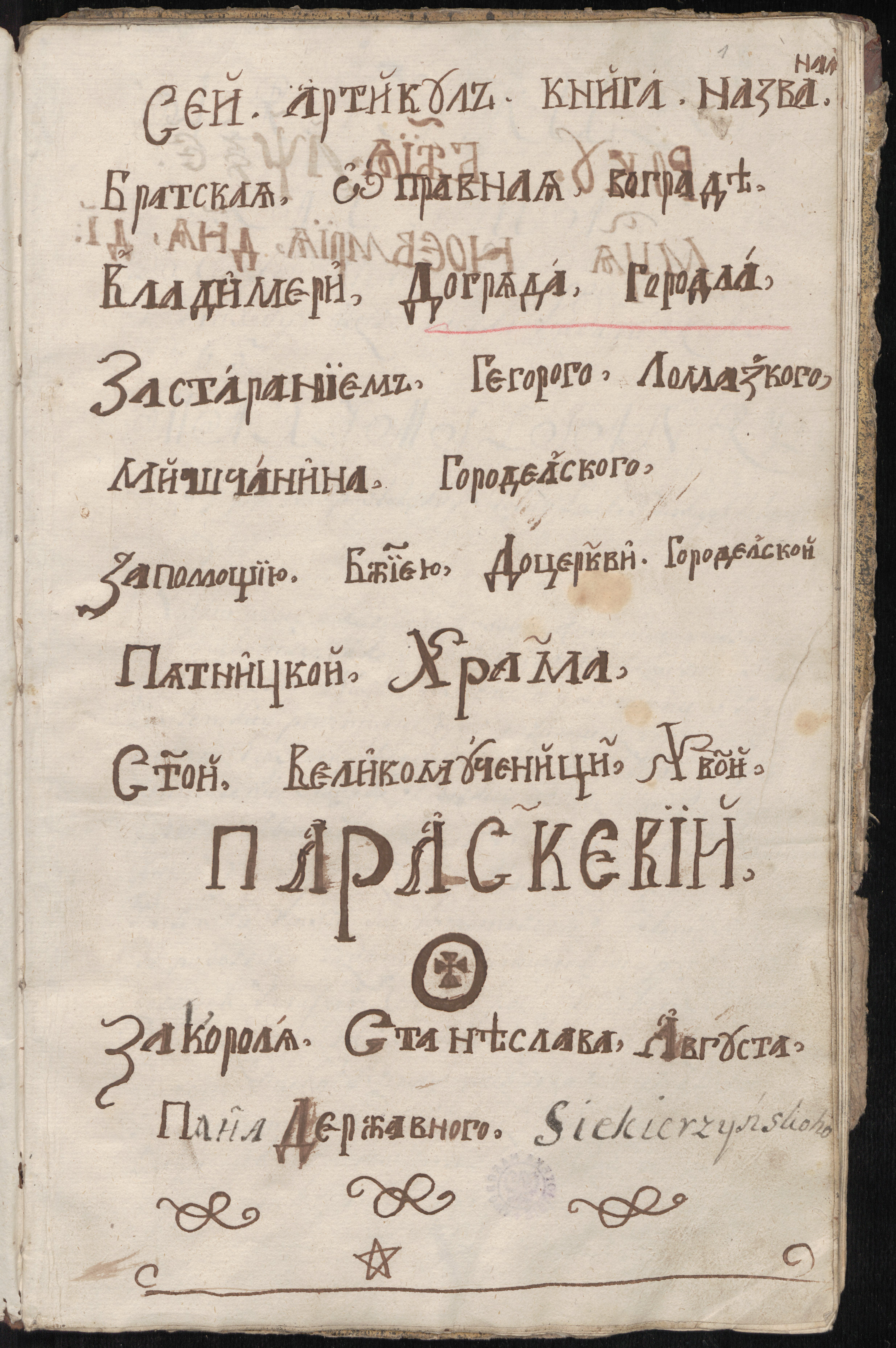
Книга братства при церкві Св. Параскеви в Городлі на Холмщині. 1765 рік.

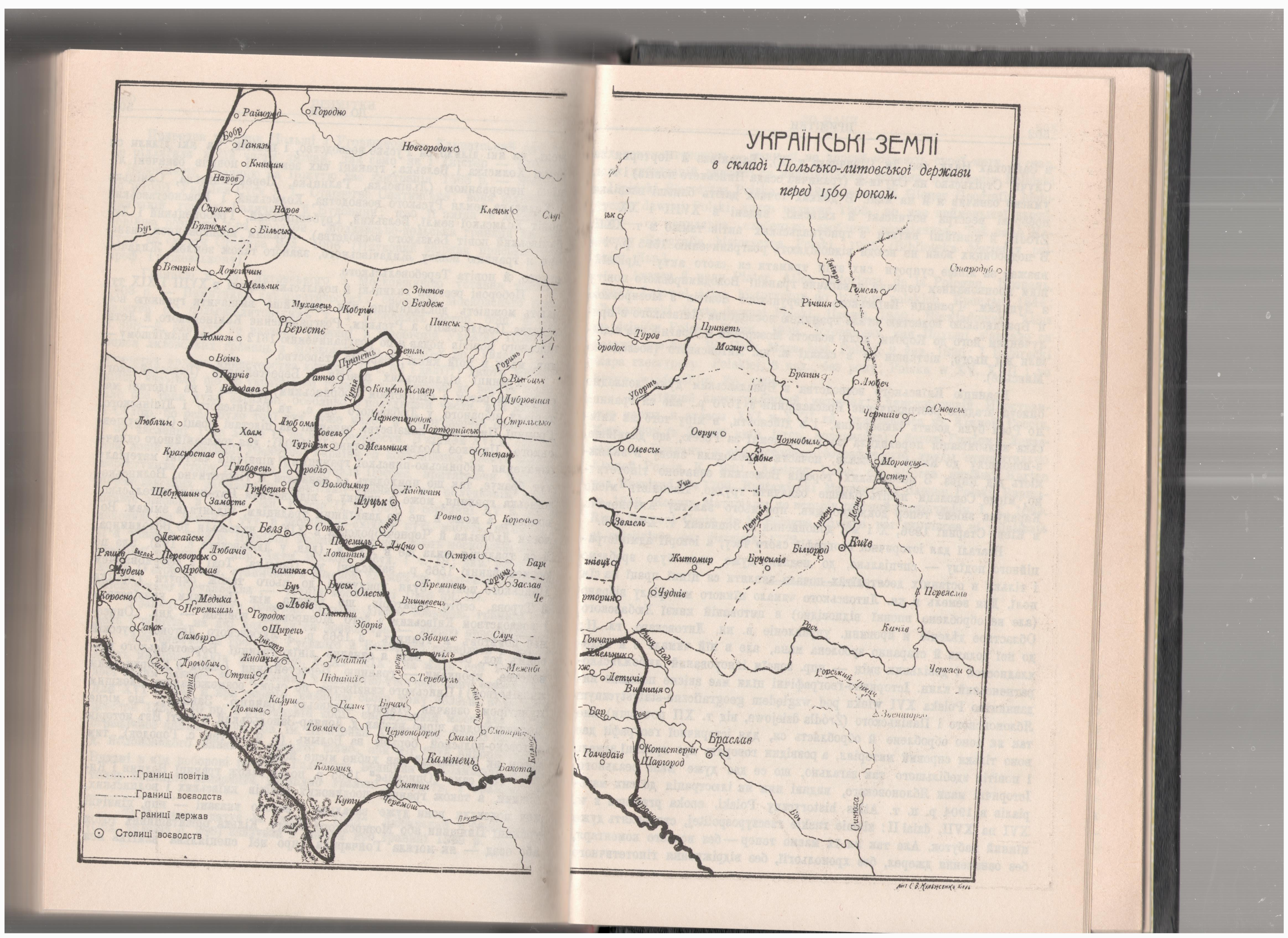
Городло на адміністративній мапі-схемі

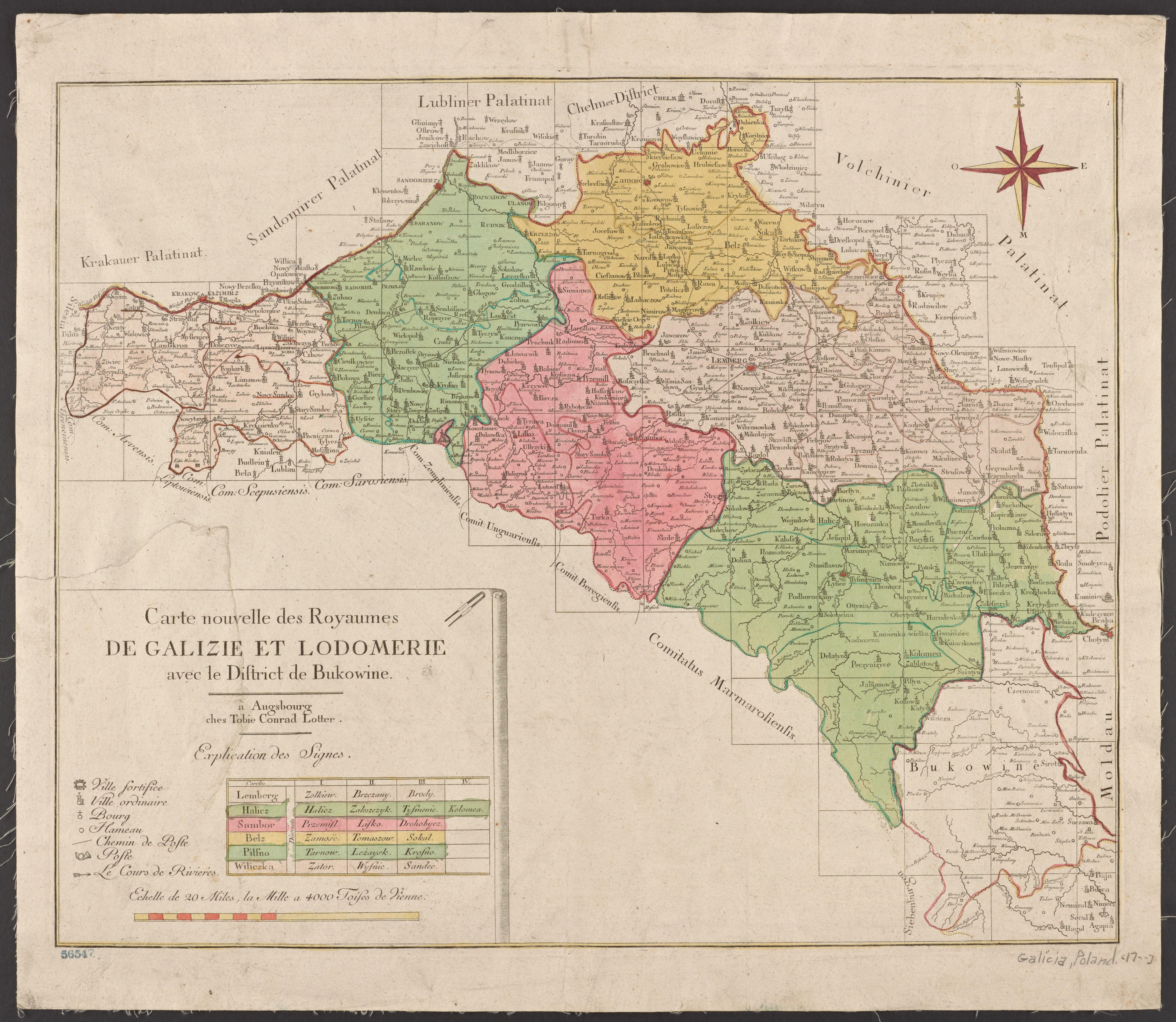
Городло на мапі Королівства Галичини та Володимирії у 1777—1782 роках

Уперше Городло згадують у 1287 році, коли руський князь Володимир Василькович заповів своїй дружині «село своє Городло разом з людьми та митом».
Князь Любарт-Дмитро за угодою з польським королем Казимиром ІІІ відступив Городельський повіт Королівству польському в 1366 році. Ймовірно, невдовзі після цього Городельський повіт, який перебував у складі Белзької землі, набув ленним правом князь Юрій Наримунтович. У 1388 році король Владислав II Ягайло надав Земовитові IV Белзьку землю як посаг дружини — своєї сестри Олександри.
Відоме, зокрема, тим, що 2 жовтня 1413 тут уклали Городельську унію. 25 червня князь Свидригайло писав у листі до німців, що поляки під час нападу на його володіння спалили, зокрема, Городло.
Адміністративно тривалий час входило до складу Белзького воєводства. Було центром Городельського повіту.
У місті діяв ґродський суд. 1525 року вперше згадується православна церква в Городлі.
У місті брали мито з купців, які прямували з Торуня до Володимира (чи Львова) — 5 грошів від коня. Люстрація 1566 року: у місті 7 «крамарів» («самі жидівські»). Інша (чи та сама) люстрація подає, що у місті були 9 майстрів, 4 шевці, 7 різників, 7 єврейських крамниць.
Місто було центром гродового Городельського староства.
У міжвоєнні 1918—1939 роки польська влада в рамках великої акції руйнування українських храмів на Холмщині і Підляшші перетворила православну церкву святого Миколая на римо-католицький костел, а в липні-серпні 1938 року знищила православну церкву Воскресіння.
У 1943 році в селі проживало 550 українців і 1432 поляки. 1944 року польські шовіністи вбили в селі 5 українців. У червні та липні 1947 року польська влада виселила з Городла 89 українців.

## Населення
Демографічна структура станом на 31 березня 2011 року:
|          | Загалом | Допрацездатний вік | Працездатний вік | Постпрацездатний вік |
| -------- | ------- | ------------------ | ---------------- | -------------------- |
| Чоловіки | 493     | 113                | 319              | 61                   |
| Жінки    | 542     | 91                 | 284              | 167                  |
| Разом    | 1035    | 204                | 603              | 228                  |

## Пам'ятки
- церква (нині — костел святого Миколая та Воздвиження Чесного Хреста)
- костел святого Яцека

## Відомі люди

### Народилися
- Микола Ваврисевич — український педагог, письменник, журналіст і громадський діяч на Холмщині.
- Федір Пекарський — український педагог.

### Володарі
- Любарт-Дмитро
- Земовит IV

### Городельські старости
Див. Категорія:Городельські старости
- Ян Пілецький гербу Леліва — чоловік NN з роду Гербуртів[12]
- Лукаш Берлич Струтинський, у 1775 році став з іншими шляхтичами власником м. Липовець.[13]